# 皇武子
皇武子（？—？），姓不详，皇氏，谥武，郑国的卿。

## 文公问礼
前636年，宋国和楚国讲和，宋成公从到楚国返回时路经郑国。郑文公准备设宴招待宋成公，向皇武子询问礼仪。皇武子回答说：“宋国是前朝的后代，对周朝来说是客人。周天子祭祀宗庙，要送给宋国国君祭肉；周王室有了丧事，宋国国君来吊唁，周天子是要答拜的。丰盛的招待宋公是适合的。”郑文公听从皇武子的话，设享礼招待宋成公，比常礼有所增加。这番作为被认为合于礼。

## 辞三子
前627年，弦高回报说秦军将攻打郑国，郑穆公让人去查看杞子等人的馆舍，发现他们已经整好行装，磨利了兵器，喂饱了马匹。郑穆公派皇武子辞谢他们，说：“诸位大夫久住在这里，我国的干肉、粮食、牲口都竭尽了。郑国的原圃，就如同秦国的具圃，为了诸位离开，几位自己去猎取麋鹿，使我国得以安闲，如何？”杞子逃到齐国，逢孙、杨孙逃到宋国。